# David Carré
David Carré (* 8. Juli 1975 in Basse-Ham) ist ein französischer Fußballtrainer. 
Seit 5. Juni 2011 ist der der deutschen Sprache mächtige Carré Co-Trainer beim französischen Erstligisten AS Nancy. Dieses Amt bekleidete er zuvor an der Seite von Jean Fernandez auch beim FC Metz und bei AJ Auxerre.